# Qadesh (dea)

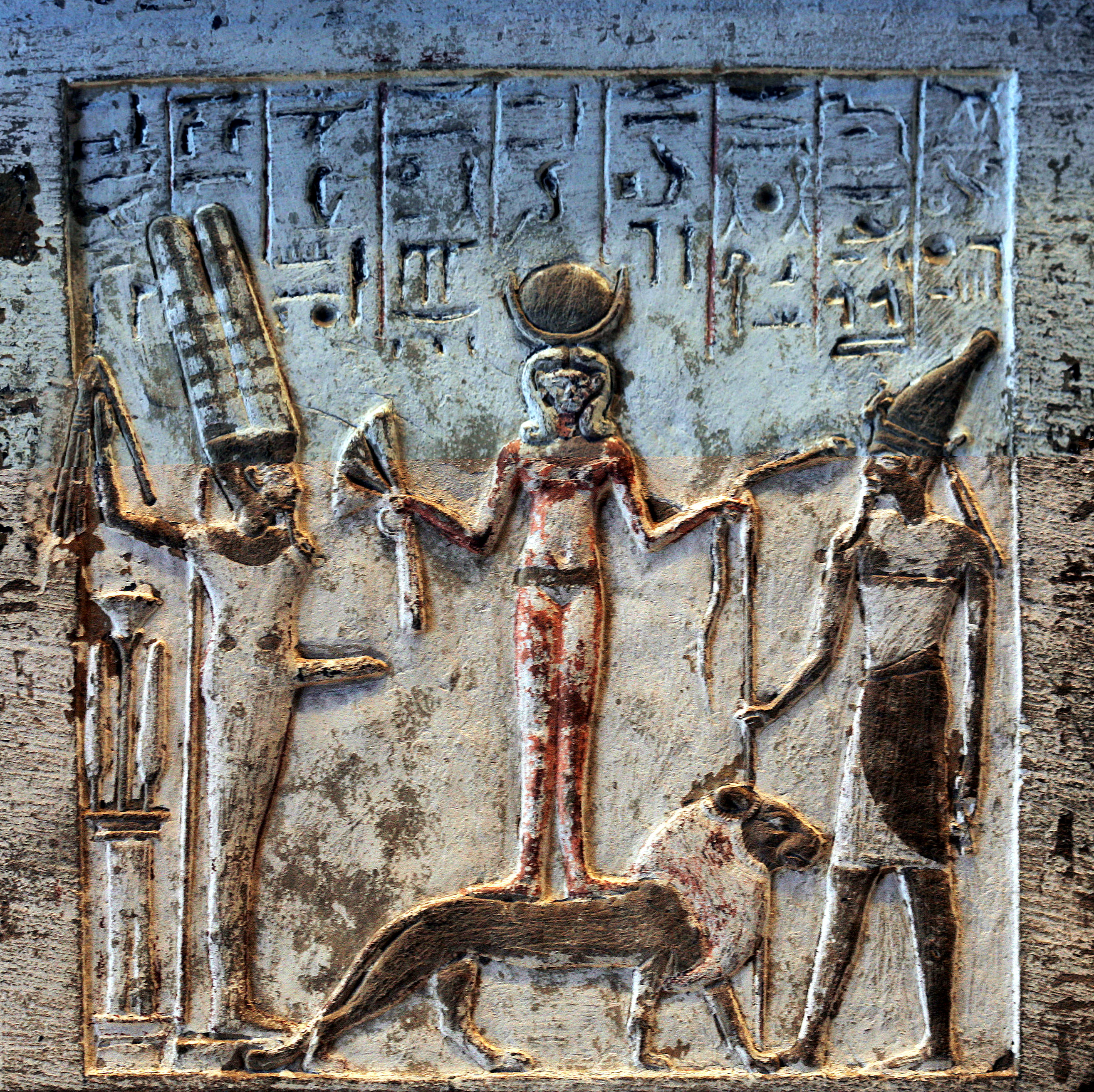
Stele egizia che raffigura Qadesh tra Min a sinistra e Reshef

Qadesh era in origine la dea-sole o la dea-cielo in Siria, adottata nella religione egizia.

## Culto
Qadesh "la Santa" era sposa del dio Amurru; per la sua natura era detta "regina del cielo", epiteto che passerà poi ad Astarte e quindi ad Anat. Da quest'ultima era ben distinta nel periodo più antico; infatti Qadesh non aveva carattere agrario, il suo animale sacro era il leone e non aveva alcun rapporto con i bovini. 
La sua raffigurazione con due corna come la dea Hathor dipende dal fatto che gli egizi trovarono logico l'accostamento a Qadesh, dea-sole o cielo, con Hathor, dea del cielo. Essa era chiamata "sovrana di tutti gli dèi", occhio di Ra, non ce n'è una seconda (è senza pari)"; a volte è rappresentata sulle steli nuda, vista di fronte, in piedi su un leone e con in mano
due serpenti ed un bocciolo di loto.